# Susel Paredes
Susel Ana María Paredes Piqué (Lima, 26 de julio de 1963) es una abogada, activista por los derechos LGBT+, política y actriz peruana. Es congresista de la república por Lima para el periodo 2021-2026.

## Biografía
Susel Paredes nació el 26 de julio de 1963 en Magdalena del Mar, distrito ubicado en la ciudad de Lima, capital del Perú.
Realizó sus estudios escolares en el Colegio Mater Purissima de la ciudad de Lima. Estudió Derecho en la Universidad Nacional Mayor de San Marcos (UNMSM), en la cual recibió el título de abogada. Realizó una maestría en Derecho Comparado, en la Universidad Complutense de Madrid, y culminó estudios de doctorado en Derecho en la misma casa de estudios. Realizó también estudios de maestría en Estudios Amazónicos en la UNMSM. Por otro lado, realizó estudios en la Escuela de Teatro de la Universidad Católica (ETUC). Fue docente en la Universidad Marcelino Champagnat.

## Carrera artística
Como actriz fue parte del elenco de las telenovelas Carmín y Los de arriba y los de abajo, y de la película Todos somos estrellas. En 2023 realizó un cameo en ¡Asu mare! Los amigos.

## Carrera política y activismo
Ha realizado diversas actividades de ayuda social en distintas zonas del Perú, enfocándose en los derechos humanos de las personas de sectores menos favorecidos. Asimismo, realiza actividades en favor del medioambiente, los derechos de las mujeres, y los derechos de los homosexuales.
Ha sido abogada del Centro de la Mujer Peruana Flora Tristán y consultora de Oxfam América. Es fundadora de la Asociación Civil LTGB Legal, asociación de abogados homosexuales.
Militó en el Partido Socialista, desde 2004 hasta 2007, donde fue miembro del Comité de la Mujer. Postuló al Congreso de la República en las elecciones parlamentarias de 2006. Sin obtener una curul; a pesar de obtener la segunda mayor votación de un candidato de su partido en el país.
Fue elegida como secretaria general del Partido Socialista el 2 de marzo de 2008. Sin embargo, tras varias tensiones internas, el 23 de septiembre de 2009, renunció con un sector de la militancia a la agrupación política. Para conformar el Movimiento de Acción Socialista (MAS), el cual posteriormente se sumaría al Movimiento Tierra y Libertad, que lidera el activista ambiental Marco Arana.

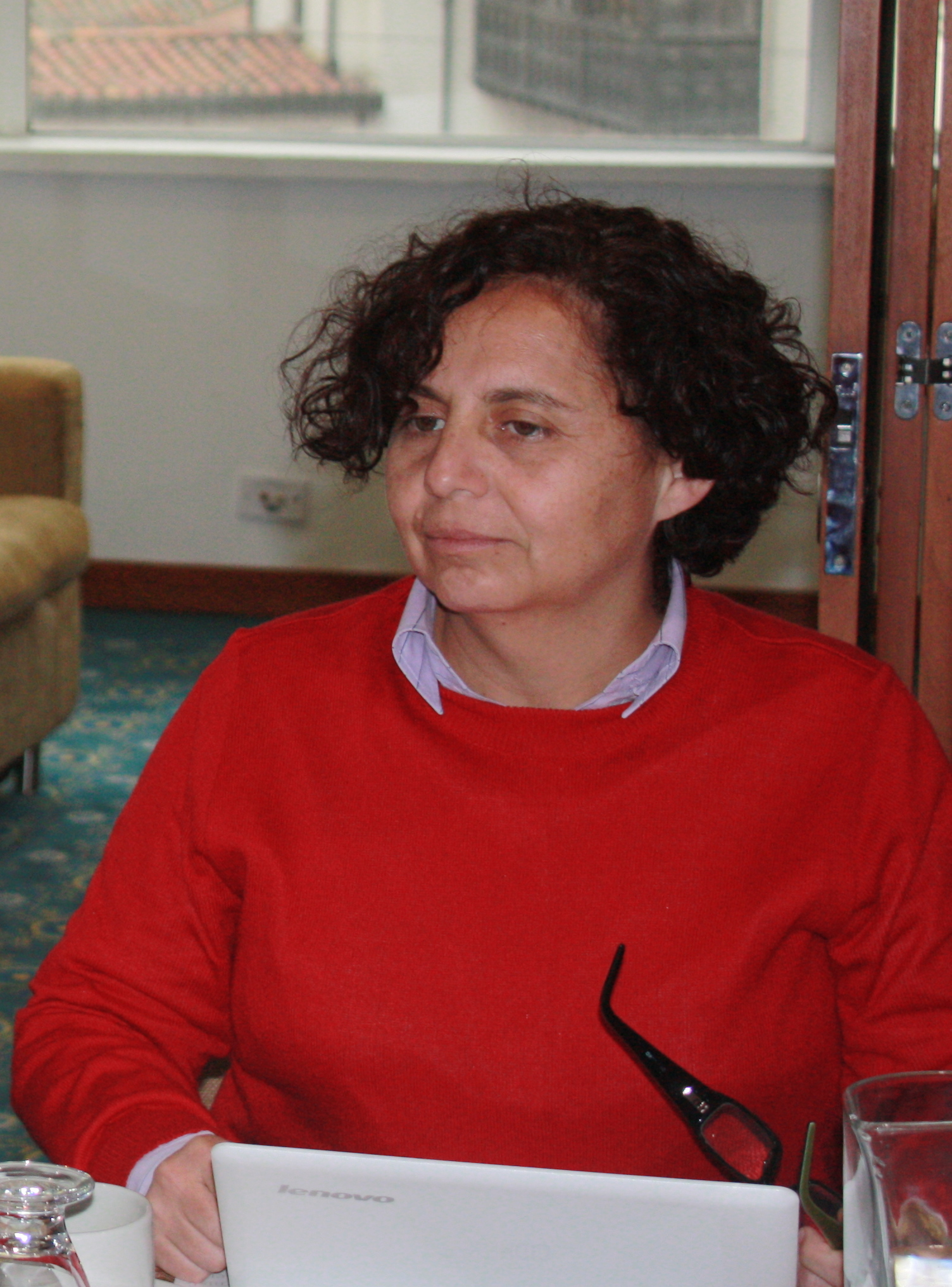
Paredes en 2012

Respaldó la candidatura de Susana Villarán a la alcaldía de Lima, en las elecciones municipales de 2010, quien resultó ganadora. Durante la gestión de Villarán, fue gerenta de Fiscalización y Control, en la Municipalidad de Lima, hasta finales del año 2014.
Postuló al Congreso de la República, en las elecciones parlamentarias de 2011, por el partido Fuerza Social. Pero el partido no pasó la valla electoral.
Para las elecciones municipales de 2014, fue vocera de Diálogo Vecinal, agrupación política por la cual Susana Villarán postuló a la reelección.
De 2016 a 2017, fue asesora del programa Barrio Seguro del Ministerio del Interior.
El año 2019, asumió la gerencia de Fiscalización en el distrito de La Victoria, formando parte del equipo del alcalde George Forsyth. Renunció a fines de 2019 y, posteriormente, asumió un cargo similar en la Municipalidad de Magdalena del Mar, bajo el mando del alcalde Carlomagno Chacón, quien la había vencido en las elecciones municipales de 2018.

### Congresista
En 2020, como preparación para las elecciones generales de 2021, anunció su incorporación al Partido Morado. Como parte de un acuerdo entre este partido y el movimiento Fuerza Ciudadana, que no contaba con inscripción. Paredes encabezó la lista al Congreso de la República por Lima y resultó elegida, con 76 785 votos, para el periodo parlamentario 2021-2026. Fue junto con Flor Pablo y Edward Málaga los únicos representantes del Partido Morado en el Parlamento.
En el Parlamento se caracteriza por ser opositora al régimen de Dina Boluarte, con varias denuncias de represión policial y violación de derechos humanos. Votó a favor de la admisión de la vacancia presidencial, la cual no obtuvo suficientes votos por parte del fujimorismo.
Es promotora del adelanto de elecciones presidenciales y parlamentarias. Sin embargo, generó controversia por criticar a los demás congresistas, motivo que en marzo de 2024 la Comisión de Ética aprobó un informe que sancionó a Paredes. Su sanción generó controversia, ya que fue mayor en comparación a los implicados en los casos de recorte de sueldo a trabajadores de algunos congresistas, conocidos como «mochasueldos».
El 8 de junio de 2023, Paredes se integró a la bancada de Cambio Democrático-Juntos por el Perú. En este mismo año, aparece como militante del recientemente inscrito partido Primero La Gente.
En 2024, Paredes protagonizó un nuevo enfrentamiento con el Colegio de Abogados de Lima al señalar que estaba «harta de pertenecer» y que la creación de estos colegios «está motivando la burocratización de las profesiones».
En 2025, 16 congresistas, encabezados por la conservadora Milagros Jáuregui, la denunciaron ante la Comisión de Ética por vulnerar las normas mientras organizaba un foro sobre diversidad sexual. Solicitaron que fuera suspendida por 120 días por permitir que 30 mujeres transexuales, a las que señalaban como de «sexo masculino», utilizaran el baño de damas del congreso.

## Filmografía

### Películas
- Todos somos estrellas (1993)
- ¡Asu mare! Los amigos (2023)

### Telenovelas
- Carmín (1984-86)
- Los de arriba y los de abajo (1994-95)

## Vida personal
Paredes es abiertamente lesbiana, lo que anunció públicamente ante la prensa peruana en 2006. En 2016 contrajo matrimonio en Miami con su pareja, la también peruana Gracia María Aljovín, bajo la legislación marital estadounidense, debido a que no era legal en su país.